# Willi Erkel
Willi Erkel (* 11. September 1913 in Saarbrücken; † 2. Februar 2002 in Boppard) war ein deutscher Politiker (SPD).

## Leben und Beruf
Dem Besuch der Volksschule von 1919 bis 1927 folgte bis 1931 eine Maschinenschlosserlehre in Trier, die er mit der Gesellenprüfung abschloss. Der Arbeitslosigkeit 1932 folgte von 1932 bis 1933 ein freiwilliger Arbeitsdienst beim Reichsbanner Schwarz-Rot-Gold. Von 1934 bis 1945 war er Berufssoldat bei der Kriegsmarine (zuletzt Obermechaniker). Nach dem Krieg nahm er 1945 eine Tätigkeit als Elektriker bei der Stadtverwaltung Trier auf. Im Anschluss war Erkel von 1947 bis 1969 als Herbergsvater im Deutschen Jugendherbergswerk Rheinland-Pfalz tätig.

## Partei
Willi Erkel war von 1929 bis 1933 Mitglied der SAJ und bis 1930 Vorsitzender der SAJ Trier sowie Mitglied des Reichsbanners Schwarz-Rot-Gold. Im Jahr 1945 war Erkel Mitbegründer der SPD Trier-Stadt und -Land und Kreisvorsitzender der SPD St. Goar. Darüber hinaus war er im Bezirksvorstand der SPD Rheinland/Hessen-Nassau und als Geschäftsführer des SPD-Bezirksverbands Rheinland/Hessen-Nassau aktiv.

## Abgeordneter
Erkel wurde zum ersten Mal bei der Landtagswahl 1959 in den Rheinland-Pfälzischen Landtag gewählt und gehörte diesem in vier Wahlperioden (4.–7. Wahlperiode) vom 19. Mai 1959 bis 17. Mai 1971 und vom 26. August 1971 bis 17. Mai 1975 an. Im August 1971 war er Nachfolger des verstorbenen Abgeordneten Walter Gorges. Er gehörte in allen Wahlperioden dem Petitionsausschuss an. In der 6. Wahlperiode war er darüber hinaus Schriftführender Abgeordneter und Mitglied im Ausschuss für Landwirtschaft und Weinbau.
Er war 1974 Mitglied der 6. Bundesversammlung.

## Kommunale Tätigkeiten
Erkel gehörte dem Stadtrat von Boppard an und war Zweiter bzw. Erster Beigeordneter der Stadt Boppard sowie Mitglied des Kreisausschusses St. Goar bzw. des Rhein-Hunsrück-Kreises.

## Sonstiges Engagement
Erkel war Vorsitzender der Herbergselternvereinigung Rheinland-Pfalz, Vorsitzender der AWO Kreis St. Goar und von 1929 bis 1933 Mitglied des Deutschen Metallarbeiter-Verbands. Im Jahr 1945 war er Mitbegründer der ÖTV und Mitglied des Landesjugendwohlfahrtsausschusses.

## Ehrungen
- Bundesverdienstkreuz Erster Klasse (1971)